# Heterosporicola
Heterosporicola is een geslacht van schimmels uit de familie Leptosphaeriaceae..

## Soorten
Volgens Index Fungorum telt het geslacht drie soorten (peildatum april 2024):
| Soortnaam                     | Auteur(s)              | Publicatiejaar |
| ----------------------------- | ---------------------- | -------------- |
| Heterosporicola beijingensis  | Brahmanage & K.D. Hyde | 2020           |
| Heterosporicola chenopodii    | (Westend.) Crous       | 2017           |
| Heterosporicola dimorphospora | (Speg.) Crous          | 2017           |